# Чирадзулу (округ)
Чирадзулу (англ. Chiradzulu) — округ в Южном регионе Малави. По состоянию на 2008 год в округе проживает 288 546 человек. Площадь территории составляет 767 км². Административный центр — город Чирадзулу.

## География
На севере граничит с округом Зомба, на западе с округом Блантайр, на юге с округом Тайоло, на востоке с округом Муланье. 